# یادنامه

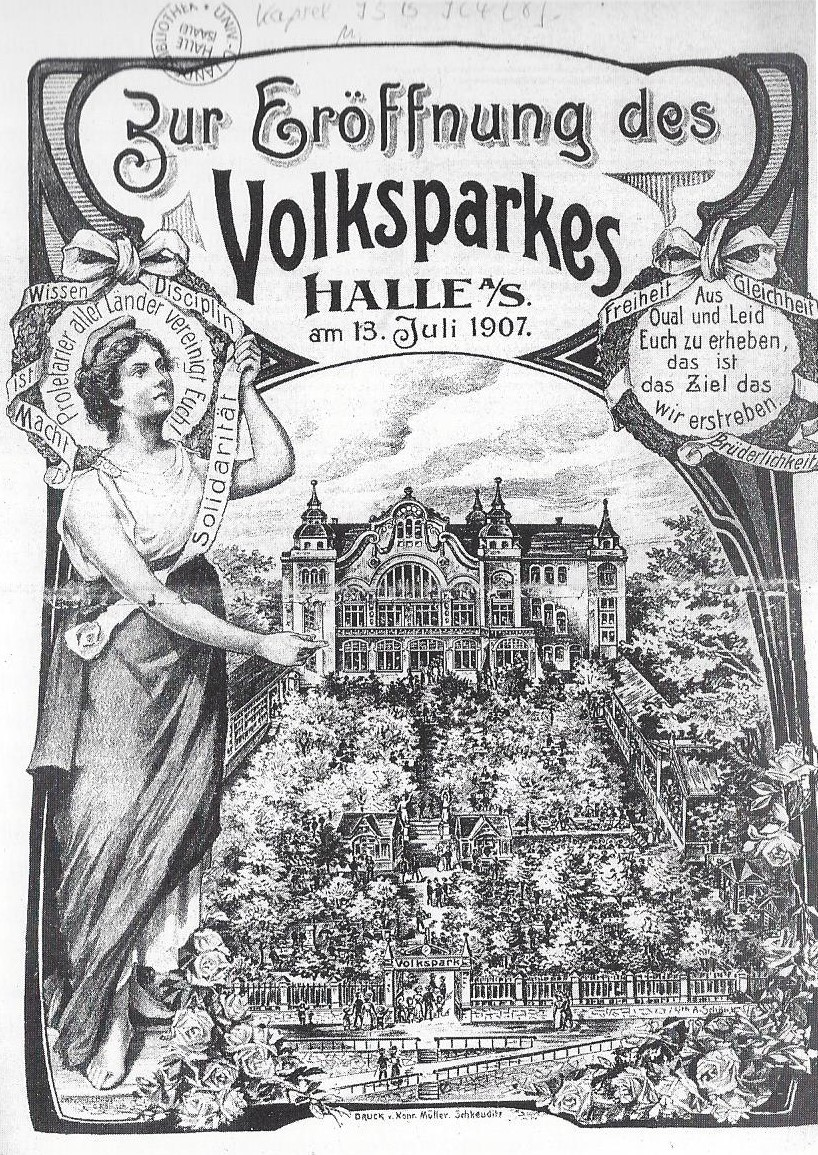
یادنامه

یادنامه یا یادگارنامه کتابی است که به افتخار یک فرد پیش‌کسوت و به‌ویژه یک فرد دانشگاهی تهیه می‌شود و می‌تواند شامل زندگی‌نامه، معرفی آثار و مصاحبه با فرد و همچنین مقالاتی باشد که افراد دیگر به افتخار آن فرد نوشته‌اند. یادنامه معمولاً پیش از مرگ فرد منتشر می‌شوند.
موضوع نوشتارهای یادنامه معمولاً مربوط به موضوع مورد علاقه همان فرد است. ممکن است این کتاب به افتخار انجمن یا نهادی خاص به مناسبت سالگرد آن انجمن منتشر شود.
اگر یادنامه به فراخور جشنی منتشر شود به آن جشن‌نامه هم می‌گویند.

## یادنامه‌ها در ایران
بعض یادنامه‌های فارسی عبارتند از:
- یکی قطره باران
- جشن‌نامه ابوالحسن نجفی
- خرد و خردورزی